# Новогашунский (Дубовский район)
Новогашунский — хутор в Дубовском районе Ростовской области. Входит в состав Веселовского сельского поселения.
Основан как хутор Чунусовский калмыцкой станицы Власовской.
Население - 214 (2010)

## История
Основан как хутор Чунусовский калмыцкой станицы Власовской. С 1907 года в составе юрта станицы Чунусовской (бывший хутор Хурульный). Согласно Алфавитному списку населённых мест области войска Донского 1915 года издания в хуторе Чунусовском насчитывалось 107 дворов, в которых проживало 445 душ мужского и 408 душ женского пола.
В результате Гражданской войны и переселения части населения на территорию образованной в 1920 году Калмыцкой АО население хутора резко сократилось. Согласно первой Всесоюзной переписи населения 1926 года население хутора Чунусовского Эркетиновского сельсовета Дубовского района составило 258 человек, из них калмыков - 256.
При образовании в 1929 году Калмыцкого национального района хутор оказался за его пределами. В 1932 году после переселения оставшегося калмыцкого населения переименован в хутор Новогашунский.

## Физико-географическая характеристика
Хутор расположен в пределах Ергенинской возвышенности, являющейся частью Восточно-Европейской равнины, в междуречье рек Малый и Большой Гашун. Рельеф местности равнинный, имеет общий уклон к северу, по направлению к устью реки Малый Гашун, на высоте 51 метр над уровнем моря. Почвенный покров комплексный: представлен каштановыми солонцеватыми и солончаковыми почвами и солонцами (автоморфными)
По автомобильной дороге расстояние до Ростова-на-Дону составляет 330 км, до районного центра села Дубовское - 26 км, до административного центра сельского поселения хутора Весёлый - 19 км. 
Часовой пояс
Новогашунский, как и вся Ростовская область, находится в часовой зоне МСК (московское время). Смещение применяемого времени относительно UTC составляет +3:00.

## Население
Динамика численности населения
| 1915 | 1926 | 2002 |
| ---- | ---- | ---- |
| 995  | 258  | 227  |

| 1989 | 2002 | 2010 |
| ---- | ---- | ---- |
| 334  | ↘229 | ↘214 |

## Улицы
- ул. Гагарина,
- ул. Зелёная,
- ул. Молодёжная,
- ул. Садовая,
- ул. Степная,
- ул. Центральная,
- ул. Школьная.